# Lacinipolia mediosuffusa
Lacinipolia mediosuffusa är en fjärilsart som beskrevs av Embrik Strand 1917. Lacinipolia mediosuffusa ingår i släktet Lacinipolia och familjen nattflyn. Inga underarter finns listade i Catalogue of Life.